# Major League Soccer 2016
Die 21. Major-League-Soccer-Saison begann am 6. März 2016 mit der Regular Season. Diese geht bis zum 23. Oktober, anschließend werden die Play-offs ausgespielt. Es nehmen 20 Mannschaften an der Liga teil, 17 davon stammen aus den Vereinigten Staaten und drei aus Kanada. Titelverteidiger des MLS Cups sind die Portland Timbers, die des Supporters’ Shield sind die New York Red Bulls.

## Änderungen gegenüber der Saison 2015

### Spiele
- Es gab vom 2. Juni 2016 bis 14. Juni 2016 eine Unterbrechung aller Ligenspiele. Grund hierfür war die Copa América Centenario 2016.[1]
- Am letzten Spieltag der Regular Season wurden alle Spiele am selben Tag und zur gleichen Uhrzeit ausgetragen.[1]

## Teilnehmende Mannschaften
| Bridgeview |

| Commerce City |

| Columbus |

| Washington, D.C. |

| Frisco |

| Houston |

| Carson |

| Montreal |

| Foxborough |

| New York City |

| Harrison |

| Orlando |

| Chester |

| Portland |

| Sandy |

| San José |

| Seattle |

| Kansas City |

| Toronto |

| Vancouver |

In der Saison 2016 werden dieselben 20 Franchises an der Major League Soccer teilnehmen, die auch schon in der Saison 2015 teilgenommen haben. 17 der 20 Franchises sind in den Vereinigten Staaten, drei in Kanada beheimatet.
| Franchise              | Standort                    | Stadion                    | Kapazität |
| ---------------------- | --------------------------- | -------------------------- | --------- |
| Chicago Fire           | Bridgeview, Illinois        | Toyota Park                | 20.000    |
| Colorado Rapids        | Commerce City, Colorado     | Dick’s Sporting Goods Park | 18.000    |
| Columbus Crew          | Columbus, Ohio              | Mapfre Stadium             | 20.145    |
| D.C. United            | Washington, D.C.            | RFK Memorial Stadium       | 20.000    |
| FC Dallas              | Frisco, Texas               | Toyota Stadium             | 20.500    |
| Houston Dynamo         | Houston, Texas              | BBVA Compass Stadium       | 22.000    |
| LA Galaxy              | Carson, Kalifornien         | StubHub Center             | 27.000    |
| Montreal Impact        | Montreal, Québec            | Stade Saputo               | 20.801    |
| New England Revolution | Foxborough, Massachusetts   | Gillette Stadium           | 22.385    |
| New York City FC       | New York City, New York     | Yankee Stadium             | 33.444    |
| New York Red Bulls     | Harrison, New Jersey        | Red Bull Arena             | 25.000    |
| Orlando City           | Orlando, Florida            | Camping World Stadium      | 23.000    |
| Philadelphia Union     | Chester, Pennsylvania       | Talen Energy Stadium       | 18.500    |
| Portland Timbers       | Portland, Oregon            | Providence Park            | 22.000    |
| Real Salt Lake         | Sandy, Utah                 | Rio Tinto Stadium          | 20.000    |
| San José Earthquakes   | San José, Kalifornien       | Avaya Stadium              | 18.000    |
| Seattle Sounders       | Seattle, Washington         | CenturyLink Field          | 39.115    |
| Sporting Kansas City   | Kansas City, Missouri       | Children’s Mercy Park      | 18.500    |
| Toronto FC             | Toronto, Ontario            | BMO Field                  | 30.991    |
| Vancouver Whitecaps    | Vancouver, British Columbia | BC Place Stadium           | 21.000    |

## Regular Season

### Tabellen

#### Eastern Conference
| Pl.                     | Verein                   | Sp. | S  | U  | N  | Tore    | Diff. | Punkte |
| ----------------------- | ------------------------ | --- | -- | -- | -- | ------- | ----- | ------ |
| 1.                      | New York Red Bulls (Sup) | 34  | 16 | 9  | 9  | 061:440 | +17   | 57     |
| 2.                      | New York City FC         | 34  | 15 | 9  | 10 | 062:570 | +5    | 54     |
| 3.                      | Toronto FC CAN           | 34  | 14 | 11 | 9  | 051:390 | +12   | 53     |
| 4.                      | D.C. United              | 34  | 11 | 13 | 10 | 053:470 | +6    | 46     |
| 5.                      | Montreal Impact CAN      | 34  | 11 | 12 | 11 | 049:530 | −4    | 45     |
| 6.                      | Philadelphia Union       | 34  | 11 | 9  | 14 | 052:550 | −3    | 42     |
| 7.                      | New England Revolution   | 34  | 11 | 9  | 14 | 044:540 | −10   | 42     |
| 8.                      | Orlando City             | 34  | 9  | 14 | 11 | 055:600 | −5    | 41     |
| 9.                      | Columbus Crew            | 34  | 8  | 12 | 14 | 050:580 | −8    | 36     |
| 10.                     | Chicago Fire             | 34  | 7  | 10 | 17 | 042:580 | −16   | 31     |
| Stand: 24. Oktober 2016 |                          |     |    |    |    |         |       |        |

#### Western Conference
| Pl.                     | Verein                    | Sp. | S  | U  | N  | Tore    | Diff. | Punkte |
| ----------------------- | ------------------------- | --- | -- | -- | -- | ------- | ----- | ------ |
| 1.                      | FC Dallas                 | 34  | 17 | 9  | 8  | 050:400 | +10   | 60     |
| 2.                      | Colorado Rapids           | 34  | 15 | 13 | 6  | 039:320 | +7    | 58     |
| 3.                      | LA Galaxy                 | 34  | 12 | 16 | 6  | 054:390 | +15   | 52     |
| 4.                      | Seattle Sounders          | 34  | 14 | 6  | 14 | 044:430 | +1    | 48     |
| 5.                      | Sporting Kansas City (OC) | 34  | 13 | 8  | 13 | 042:410 | +1    | 47     |
| 6.                      | Real Salt Lake            | 34  | 12 | 10 | 12 | 044:460 | −2    | 46     |
| 7.                      | Portland Timbers (M)      | 34  | 12 | 8  | 14 | 048:530 | −5    | 44     |
| 8.                      | Vancouver Whitecaps CAN   | 34  | 10 | 9  | 15 | 045:520 | −7    | 39     |
| 9.                      | San José Earthquakes      | 34  | 8  | 14 | 12 | 032:400 | −8    | 38     |
| 10.                     | Houston Dynamo            | 34  | 7  | 13 | 14 | 039:450 | −6    | 34     |
| Stand: 24. Oktober 2016 |                           |     |    |    |    |         |       |        |

| Nach der Regular Season: | |
|                          | |
|                          | Teilnahme am MLS Cup Playoffs Conference-Halbfinale und an der Gruppenphase der Champions League 2018          |
|                          | Teilnahme am MLS Cup Playoffs Conference-Halbfinale                                                            |
|                          | Teilnahme an der MLS Cup Playoffs Knockout Round                                                               |
|                          | |
| Nach der Saison 2015     | |
| (M)                      | Sieger des MLS Cup 2015 (Meister der Major League Soccer): Portland Timbers                                    |
| (Sup)                    | Sieger des MLS Supporters’ Shield 2015 (Sieger der Regular Season der Major League Soccer): New York Red Bulls |
| (OC)                     | Sieger des Lamar Hunt U.S. Open Cup 2015 (US-amerikanischer Pokalsieger): Sporting Kansas City                 |

### Torschützen
Die folgende Liste enthält die Rangliste der Torschützen der Regular Season.
| Platz | Spieler                 | Mannschaft           | Tore |
| ----- | ----------------------- | -------------------- | ---- |
| 1.    | Bradley Wright-Phillips | New York Red Bulls   | 24   |
| 2.    | David Villa             | New York City FC     | 23   |
| 3.    | Ignacio Piatti          | Montreal Impact      | 17   |
|       | Sebastian Giovinco      | Toronto FC           | 17   |
| 5.    | Dom Dwyer               | Sporting Kansas City | 16   |
|       | Fanendo Adi             | Portland Timbers     | 16   |
|       | Ola Kamara              | Columbus Crew        | 16   |
| 8.    | Giovani dos Santos      | New York Red Bulls   | 14   |
|       | Cyle Larin              | Orlando City         | 14   |
|       | Diego Valeri            | Portland Timbers     | 14   |

Quelle: 24. Oktober 2016

## MLS Cup Playoffs
Die MLS Cup Playoffs 2016 beginnen mit den Spielen in der Knockout-Runde am 26. Oktober 2016.

### Knockout-Runde
Eastern Conference
| 26. Oktober 2016 19:30 EDT | Toronto FC                           | 3:1     | Philadelphia Union | BMO Field, Toronto Zuschauer: 21.759 Schiedsrichter: Baldomero Toledo |
| 26. Oktober 2016 19:30 EDT | Giovinco 15′ Osorio 48′ Altidore 85′ | Bericht | Bedoya 73′         | BMO Field, Toronto Zuschauer: 21.759 Schiedsrichter: Baldomero Toledo |

| 27. Oktober 2016 19:30 EDT | D.C. United           | 2:4     | Montreal Impact                     | RFK Stadium, Washington, D.C. Zuschauer: 12.773 Schiedsrichter: Jair Marrufo |
| 27. Oktober 2016 19:30 EDT | Neagle 90′ Kemp 90+4′ | Bericht | Ciman 4′ Mancosu 43′ 58′ Piatti 83′ | RFK Stadium, Washington, D.C. Zuschauer: 12.773 Schiedsrichter: Jair Marrufo |

Western Conference
| 27. Oktober 2016 22:00 EDT | Seattle Sounders | 1:0     | Sporting Kansas City | CenturyLink Field, Seattle Zuschauer: 36.151 Schiedsrichter: Ismail Elfath |
| 27. Oktober 2016 22:00 EDT | Valdez 88′       | Bericht |                      | CenturyLink Field, Seattle Zuschauer: 36.151 Schiedsrichter: Ismail Elfath |

### Conference-Halbfinale
Eastern Conference
| 30. Oktober 2016 19:00 ET | Toronto FC                  | 2:0     | New York City FC | BMO Field, Toronto Zuschauer: 28.220 Schiedsrichter: Silviu Petrescu |
| 30. Oktober 2016 19:00 ET | Altidore 84′ Ricketts 90+2′ | Bericht |                  | BMO Field, Toronto Zuschauer: 28.220 Schiedsrichter: Silviu Petrescu |

| 6. November 2016 18:30 ET | New York City FC | 0:5     | Toronto FC                                                | Yankee Stadium, New York City Zuschauer: 28.355 Schiedsrichter: Kevin Stott |
| 6. November 2016 18:30 ET |                  | Bericht | Giovinco 6′ 20′ (Strafstoß) 90+1′ Altidore 30′ Osorio 50′ | Yankee Stadium, New York City Zuschauer: 28.355 Schiedsrichter: Kevin Stott |

Toronto FC gewinnt die Serie mit Gesamtergebnis 7:0
| 30. Oktober 2016 15:00 ET | Montreal Impact | 1:0     | New York Red Bulls | Stade Saputo, Montreal Zuschauer: 15.027 Schiedsrichter: Robert Sibiga |
| 30. Oktober 2016 15:00 ET | Mancosu 61′     | Bericht |                    | Stade Saputo, Montreal Zuschauer: 15.027 Schiedsrichter: Robert Sibiga |

| 6. November 2016 16:00 ET | New York Red Bulls     | 1:2     | Montreal Impact | Red Bull Arena, Harrison Zuschauer: 24,314 Schiedsrichter: Baldomero Toledo |
| 6. November 2016 16:00 ET | B. Wright-Phillips 77′ | Bericht | Piatti 51′ 85′  | Red Bull Arena, Harrison Zuschauer: 24,314 Schiedsrichter: Baldomero Toledo |

Montreal Impact gewinnt die Serie mit Gesamtergebnis 3:1
Western Conference
| 6. November 2016 14:00 ET | Colorado Rapids | 1:0 n. V. | LA Galaxy | Dick’s Sporting Goods Park, Commerce City Zuschauer: 17.782 Schiedsrichter: Mark Geiger |
| 6. November 2016 14:00 ET | Gashi 36′       | Bericht   |           | Dick’s Sporting Goods Park, Commerce City Zuschauer: 17.782 Schiedsrichter: Mark Geiger |

|                     |     | Elfmeterschießen                    |  |
| Doyle Le Toux Pappa | 3:1 | Gerrard dos Santos Cole Larentowicz |  |

Colorado Rapids gewinnt die Serie mit 3:1 nach Elfmeterschießen und Gesamtergebnis 1:1
| 30. Oktober 2016 21:30 ET | Seattle Sounders           | 3:0     | FC Dallas | CenturyLink Field, Seattle Zuschauer: 37.073 Schiedsrichter: Ricardo Salazar |
| 30. Oktober 2016 21:30 ET | Valdez 50′ Lodeiro 55′ 58′ | Bericht |           | CenturyLink Field, Seattle Zuschauer: 37.073 Schiedsrichter: Ricardo Salazar |

| 6. November 2016 21:00 ET | FC Dallas               | 2:1     | Seattle Sounders | Toyota Stadium, Frisco Zuschauer: 14.878 Schiedsrichter: Hilario Grajeda |
| 6. November 2016 21:00 ET | Akindele 25′ Urruti 56′ | Bericht | Lodeiro 54′      | Toyota Stadium, Frisco Zuschauer: 14.878 Schiedsrichter: Hilario Grajeda |

Die Seattle Sounders gewinnen die Serie mit Gesamtergebnis 4:2

### Conference-Finale
Eastern Conference
| 22. November 2016 20:00 ET | Montreal Impact                  | 3:2     | Toronto FC               | Olympiastadion, Montreal Zuschauer: 61.004 Schiedsrichter: Juan Guzman |
| 22. November 2016 20:00 ET | Oduro 10′ Mancosu 12′ Oyongo 53′ | Bericht | Altidore 68′ Bradley 73′ | Olympiastadion, Montreal Zuschauer: 61.004 Schiedsrichter: Juan Guzman |

| 30. November 2016 19:00 ET | Toronto FC                                                     | 5:2 n. V. | Montreal Impact      | BMO Field, Toronto Zuschauer: 36.000 Schiedsrichter: Jair Marrufo |
| 30. November 2016 19:00 ET | Cooper 37′ Altidore 45′ Hagglund 68′ Cheyrou 98′ Ricketts 100′ | Bericht   | Oduro 24′ Piatti 53′ | BMO Field, Toronto Zuschauer: 36.000 Schiedsrichter: Jair Marrufo |

Toronto FC gewinnt die Serie mit Gesamtergebnis 7:5
Western Conference
| 22. November 2016 22:00 ET | Seattle Sounders                   | 2:1     | Colorado Rapids | CenturyLink Field, Seattle Zuschauer: 42.774 Schiedsrichter: Chris Penso |
| 22. November 2016 22:00 ET | Morris 19′ Lodeiro 61′ (Strafstoß) | Bericht | Doyle 13′       | CenturyLink Field, Seattle Zuschauer: 42.774 Schiedsrichter: Chris Penso |

| 27. November 2016 16:00 ET | Colorado Rapids | 0:1     | Seattle Sounders | Dick’s Sporting Goods Park, Commerce City Zuschauer: 17.695 Schiedsrichter: Ricardo Salazar |
| 27. November 2016 16:00 ET |                 | Bericht | Morris 56′       | Dick’s Sporting Goods Park, Commerce City Zuschauer: 17.695 Schiedsrichter: Ricardo Salazar |

Die Seattle Sounders gewinnen die Serie mit Gesamtergebnis 3:1

### MLS-Cup-Finale
| Toronto FC                                                           | Toronto FC | Seattle Sounders | Seattle Sounders | Aufstellung                                   |
| -------------------------------------------------------------------- | --- | --- | ---------------- | --------------------------------------------- |
| Toronto FC                                                           | \| 10. Dezember 2016 um 20:00 Uhr (EST) in Toronto, Ontario (BMO Field) \| \| Ergebnis: 0:0 n. V., 4:5 i. E. \| \| Zuschauer: 36.045 \| \| Schiedsrichter: Alan Kelly \| \| Spielbericht \|                                                                              | \| 10. Dezember 2016 um 20:00 Uhr (EST) in Toronto, Ontario (BMO Field) \| \| Ergebnis: 0:0 n. V., 4:5 i. E. \| \| Zuschauer: 36.045 \| \| Schiedsrichter: Alan Kelly \| \| Spielbericht \|                                                                            | Seattle Sounders | Aufstellung Toronto FC gegen Seattle Sounders |
| Toronto FC                                                           | Clint Irwin – Eriq Zavaleta, Drew Moor, Nick Hagglund – Steven Beitashour, Armando Cooper (85. Benoît Cheyrou), Michael Bradley , Jonathan Osorio (77. Will Johnson), Justin Morrow – Jozy Altidore, Sebastian Giovinco (103. Tosaint Ricketts) Cheftrainer: Greg Vanney | Stefan Frei – Tyrone Mears, Román Torres, Chad Marshall, Joevin Jones – Osvaldo Alonso , Cristian Roldan – Nicolás Lodeiro, Erik Friberg (66. Álvaro Fernández), Jordan Morris (108. Brad Evans) – Nelson Valdez (73. Andreas Ivanschitz) Cheftrainer: Brian Schmetzer | Seattle Sounders | Aufstellung Toronto FC gegen Seattle Sounders |
| Toronto FC                                                           | Elfmeterschießen | | Seattle Sounders | Aufstellung Toronto FC gegen Seattle Sounders |
| Toronto FC                                                           | 1:0 Jozy Altidore Michael Bradley 2:2 Benoît Cheyrou 3:2 Will Johnson 4:3 Drew Moor Justin Morrow | 1:1 Brad Evans 1:2 Andreas Ivanschitz Álvaro Fernández 3:3 Joevin Jones 4:4 Nicolás Lodeiro 4:5 Román Torres | Seattle Sounders | Aufstellung Toronto FC gegen Seattle Sounders |
| Toronto FC                                                           | Michael Bradley (90.+3') | Chad Marshall (45.+1'), Joevin Jones (72.) | Seattle Sounders | Aufstellung Toronto FC gegen Seattle Sounders |
| Toronto FC                                                           | Spieler des Spiels: Stefan Frei | | Seattle Sounders | Aufstellung Toronto FC gegen Seattle Sounders |
| 10. Dezember 2016 um 20:00 Uhr (EST) in Toronto, Ontario (BMO Field) | | |                  |                                               |
| Ergebnis: 0:0 n. V., 4:5 i. E.                                       | | |                  |                                               |
| Zuschauer: 36.045                                                    | | |                  |                                               |
| Schiedsrichter: Alan Kelly                                           | | |                  |                                               |
| Spielbericht                                                         | | |                  |                                               |

## Nationale Pokalwettbewerbe
Die 17 US-amerikanischen Mannschaften der MLS nahmen am Lamar Hunt U.S. Open Cup 2016 teil, während die drei kanadischen MLS-Teams die Canadian Championship 2016 bestritten. Die beiden Turniere sind die Pokalrunden der USA bzw. Kanadas, die im K.-o.-System ausgespielt werden. Die Sieger qualifizieren sich für die CONCACAF Champions League.
Den U.S. Open Cup konnte der FC Dallas für sich entscheiden. Bei der Canadian Championship war der Toronto FC erfolgreich.

## MLS All-Star Game
Das MLS All-Star Game 2016 wurde am 28. Juni 2016 im Avaya Stadium in San José, Kalifornien ausgetragen. Hier traf eine Ligaauswahl der Major League Soccer auf den englischen Premier League Klub FC Arsenal. Das Spiel endete 1:2 für die Mannschaft aus London.